# A Manchester City FC 2007–2008-as szezonja
A Manchester City a 2007–2008-as szezonban az angol elsőosztályú bajnokságban a 9. helyen végzett. Az FA-kupában a Sheffield United ellen estek ki a negyedik fordulóban. A ligakupában az 5. körig jutottak, ott a Tottenham Hotspur nyert 2–0-ra.

## Mezek
| Hazai | Vendég | Harmadik | Kapus | Kapus 2. |

2008. február 10-én a manchesteri derbin emlékeztek meg az 50 évvel ezelőtti müncheni repülőgép-katasztrófa áldozataira. A mérkőzésen a Manchester United és a Manchester City játékosai is korabeli szerelésben szerepeltek, a szponzorok feltüntetése nélkül, valamint egy fekete karszalagot viseltek.
| Mezőnyjátékos | Kapus |

## Játékosok
A szezon közben a csapat játékosai voltak
| #  |               | Poszt | Név              |
| -- | ------------- | ----- | ---------------- |
| 1  | Svédország    | K     | Andreas Isaksson |
| 2  | Anglia        | V     | Micah Richards   |
| 3  | Anglia        | V     | Michael Ball     |
| 4  | Anglia        | V     | Nedum Onuoha     |
| 5  | Franciaország | KP    | Ousmane Dabo     |
| 6  | Anglia        | KP    | Michael Johnson  |
| 7  | Írország      | KP    | Stephen Ireland  |
| 8  | Brazília      | KP    | Geovanni         |
| 9  | Belgium       | CS    | Émile Mpenza     |
| 10 | Olaszország   | CS    | Rolando Bianchi  |
| 11 | Brazília      | KP    | Elano            |
| 12 | Anglia        | CS    | Darius Vassell   |
| 14 | Skócia        | CS    | Paul Dickov      |
| 15 | Bulgária      | KP    | Martin Petrov    |
| 16 | Horvátország  | V     | Vedran Ćorluka   |
| 17 | Kína          | V     | Sun Jihai        |

| #  |               | Poszt | Név               |
| -- | ------------- | ----- | ----------------- |
| 19 | Dánia         | K     | Kasper Schmeichel |
| 20 | Görögország   | CS    | Jórgosz Szamarász |
| 21 | Németország   | KP    | Dietmar Hamann    |
| 22 | Írország      | V     | Richard Dunne     |
| 24 | Spanyolország | V     | Javier Garrido    |
| 25 | Anglia        | K     | Joe Hart          |
| 27 | Zimbabwe      | CS    | Benjani           |
| 28 | Svájc         | KP    | Gelson Fernandes  |
| 29 | Bulgária      | CS    | Valeri Bozsinov   |
| 30 | Mexikó        | KP    | Nery Castillo     |
| 33 | Wales         | CS    | Ched Evans        |
| 34 | Anglia        | V     | Sam Williamson    |
| 36 | Anglia        | CS    | Daniel Sturridge  |
| 37 | Nigéria       | KP    | Kelvin Etuhu      |
| 38 | Anglia        | V     | Shaleum Logan     |
| –  | Ecuador       | CS    | Felipe Caicedo    |

## Felkészülési mérkőzések
| Dátum              | Ellenfél           | O / I | Eredmény LG – KG | Gólszerzők                         |
| ------------------ | ------------------ | ----- | ---------------- | ---------------------------------- |
| 2007. július 14.   | Doncaster Rovers   | I     | 3 – 1            | Corradi, Richards, Mpenza          |
| 2007. július 18.   | Örgryte            | I     | 4 – 1            | Bianchi, Corradi, Szamarász, Logan |
| 2007. július 21.   | Carlstad United    | I     | 4 – 0            | Bianchi (2), Corradi, Laird        |
| 2007. július 28.   | Sporting Charleroi | I     | 0 – 2            |                                    |
| 2007. augusztus 1. | Shrewsbury Town    | I     | 2 – 0            | Corradi, Dickov                    |
| 2007. augusztus 4. | Valencia           | O     | 0 – 1            |                                    |
| 2008. május 17.    | Thaiföld XI        | I     | 1 – 3            | Caicedo                            |
| 2008. május 22.    | Hongkong XI        | I     | 1 – 3            | Hamann                             |

## Premier League
| 2007. augusztus 11. |

| West Ham United | 0 – 2               | Manchester City          |
| --------------- | ------------------- | ------------------------ |
|                 | (0 – 1) Jegyzőkönyv | 18' Bianchi 87' Geovanni |

| Boleyn Gorund, London Nézőszám: 34 921 Játékvezető: Peter Walton |

| 2007. augusztus 15. |

| Manchester City | 1 – 0               | Derby County |
| --------------- | ------------------- | ------------ |
| Johnson 43'     | (1 – 0) Jegyzőkönyv |              |

| City of Manchester Stadium, Manchester Nézőszám: 43 620 Játékvezető: Lee Mason |

| 2007. augusztus 19. |

| Manchester City | 1 – 0               | Manchester United |
| --------------- | ------------------- | ----------------- |
| Geovanni 31'    | (1 – 0) Jegyzőkönyv |                   |

| City of Manchester Stadium, Manchester Nézőszám: 44 955 Játékvezető: Mark Clattenburg |

| 2007. augusztus 25. |

| Arsenal      | 1 – 0               | Manchester City |
| ------------ | ------------------- | --------------- |
| Fàbregas 80' | (0 – 0) Jegyzőkönyv |                 |

| Emirates Stadion, London Nézőszám: 60 114 Játékvezető: Chris Foy |

| 2007. szeptember 2. |

| Blackburn Rovers       | 1 – 0               | Manchester City |
| ---------------------- | ------------------- | --------------- |
| McCarthy 13' Tugay 54′ | (1 – 0) Jegyzőkönyv | 65′ Dunne       |

| Ewood Park, Blackburn Nézőszám: 26 881 Játékvezető: Mike Dean |

| 2007. szeptember 16. |

| Manchester City | 1 – 0               | Aston Villa |
| --------------- | ------------------- | ----------- |
| Johnson 48'     | (0 – 0) Jegyzőkönyv |             |

| City of Manchester Stadium, Manchester Nézőszám: 38 363 Játékvezető: Martin Atkinson |

| 2007. szeptember 22. |

| Fulham                            | 3 – 3               | Manchester City           |
| --------------------------------- | ------------------- | ------------------------- |
| Davies 13' Bouazza 48' Murphy 74' | (1 – 1) Jegyzőkönyv | 36' 60' Petrov 50' Mpenza |

| Craven Cottage, London Nézőszám: 24 674 Játékvezető: Mark Halsey |

| 2007. szeptember 29. |

| Manchester City                 | 3 – 1               | Newcastle United |
| ------------------------------- | ------------------- | ---------------- |
| Petrov 37' Mpenza 47' Elano 87' | (1 – 1) Jegyzőkönyv | 29' Martins      |

| City of Manchester Stadium, Manchester Nézőszám: 40 606 Játékvezető: Chris Foy |

| 2007. október 7. |

| Manchester City           | 3 – 1               | Middlesbrough  |
| ------------------------- | ------------------- | -------------- |
| Riggott 10' Elano 33' 63' | (2 – 0) Jegyzőkönyv | 88' Hutchinson |

| City of Manchester Stadium, Manchester Nézőszám: 40 438 Játékvezető: Steve Bennett |

| 2007. október 20. |

| Manchester City | 1 – 0               | Birmingham City |
| --------------- | ------------------- | --------------- |
| Elano 36'       | (1 – 0) Jegyzőkönyv |                 |

| City of Manchester Stadium, Manchester Nézőszám: 45 688 Játékvezető: Mike Dean |

| 2007. október 27. |

| Chelsea                                                    | 6 – 0               | Manchester City |
| ---------------------------------------------------------- | ------------------- | --------------- |
| Essien 16' Drogba 31' 56' Cole 60' Kalou 75' Sevcsenko 90' | (2 – 0) Jegyzőkönyv |                 |

| Stamford Bridge, London Nézőszám: 41 832 Játékvezető: Michael Riley |

| 2007. november 5. |

| Manchester City | 1 – 0               | Sunderland |
| --------------- | ------------------- | ---------- |
| Ireland 66'     | (0 – 0) Jegyzőkönyv |            |

| City of Manchester Stadium, Manchester Nézőszám: 40 038 Játékvezető: Alan Wiley |

| 2007. november 11. |

| Portsmouth | 0 – 0               | Manchester City |
| ---------- | ------------------- | --------------- |
|            | (0 – 0) Jegyzőkönyv |                 |

| Fratton Park, Portsmouth Nézőszám: 19 529 Játékvezető: Mark Halsey |

| 2007. november 24. |

| Manchester City        | 2 – 1               | Reading    |
| ---------------------- | ------------------- | ---------- |
| Petrov 11' Ireland 90' | (1 – 1) Jegyzőkönyv | 43' Harper |

| City of Manchester Stadium, Manchester Nézőszám: 43 813 Játékvezető: Steve Tanner |

| 2007. december 1. |

| Wigan Athletic | 1 – 1               | Manchester City |
| -------------- | ------------------- | --------------- |
| Scharner 24'   | (1 – 1) Jegyzőkönyv | 1' Geovanni     |

| JJB Stadium, Wigan Nézőszám: 18 614 Játékvezető: Michael Riley |

| 2007. december 9. |

| Tottenham Hotspur       | 2 – 1               | Manchester City         |
| ----------------------- | ------------------- | ----------------------- |
| Chimbonda 44' Defoe 82' | (1 – 0) Jegyzőkönyv | 60' Bianchi 81′ Ireland |

| White Hart Lane, London Nézőszám: 35 646 Játékvezető: Mark Halsey |

| 2007. december 15. |

| Manchester City                               | 4 – 2               | Bolton Wanderers    |
| --------------------------------------------- | ------------------- | ------------------- |
| Bianchi 7' Michalík 48' Vassell 77' Etuhu 90' | (1 – 2) Jegyzőkönyv | 31' Diouf 40' Nolan |

| City of Manchester Stadium, Manchester Nézőszám: 40 506 Játékvezető: Peter Walton |

| 2007. december 22. |

| Aston Villa | 1 – 1               | Manchester City |
| ----------- | ------------------- | --------------- |
| Carew 14'   | (1 – 1) Jegyzőkönyv | 11' Bianchi     |

| Villa Park, Birmingham Nézőszám: 41 455 Játékvezető: Lee Mason |

| 2007. december 27. |

| Manchester City        | 2 – 2               | Blackburn Rovers   |
| ---------------------- | ------------------- | ------------------ |
| Vassell 27' Nelsen 30' | (2 – 1) Jegyzőkönyv | 28' 84' Santa Cruz |

| City of Manchester Stadium, Manchester Nézőszám: 42 112 Játékvezető: Howard Webb |

| 2007. december 30. |

| Manchester City | 0 – 0               | Liverpool |
| --------------- | ------------------- | --------- |
|                 | (0 – 0) Jegyzőkönyv |           |

| City of Manchester Stadium, Manchester Nézőszám: 47 321 Játékvezető: Uriah Rennie |

| 2008. január 2. |

| Newcastle United | 0 – 2               | Manchester City         |
| ---------------- | ------------------- | ----------------------- |
|                  | (0 – 1) Jegyzőkönyv | 38' Elano 76' Fernandes |

| St James’ Park, Newcastle upon Tyne Nézőszám: 50 956 Játékvezető: Martin Atkinson |

| 2008. január 12. |

| Everton     | 1 – 0               | Manchester City |
| ----------- | ------------------- | --------------- |
| Lescott 31' | (1 – 0) Jegyzőkönyv |                 |

| Goodison Park, Liverpool Nézőszám: 38 474 Játékvezető: Mark Halsey |

| 2008. január 20. |

| Manchester City | 1 – 1               | West Ham United |
| --------------- | ------------------- | --------------- |
| Vassell 16'     | (1 – 1) Jegyzőkönyv | 8' Cole         |

| City of Manchester Stadium, Manchester Nézőszám: 39 042 Játékvezető: Phil Dowd |

| 2008. január 30. |

| Derby County | 1 – 1               | Manchester City |
| ------------ | ------------------- | --------------- |
| Sun 47'      | (1 – 0) Jegyzőkönyv | 63' Sturridge   |

| Pride Park, Derby Nézőszám: 31 368 Játékvezető: Steve Bennett |

| 2008. február 2. |

| Manchester City | 1 – 3               | Arsenal                     |
| --------------- | ------------------- | --------------------------- |
| Fernandes 28'   | (1 – 1) Jegyzőkönyv | 9' 88' Adebayor 26' Eduardo |

| City of Manchester Stadium, Manchester Nézőszám: 46 426 Játékvezető: Andre Marriner |

| 2008. február 10. |

| Manchester United | 1 – 2               | Manchester City         |
| ----------------- | ------------------- | ----------------------- |
| Carrick 90+2'     | (0 – 2) Jegyzőkönyv | 24' Vassell 45' Benjani |

| Old Trafford, Manchester Nézőszám: 75 970 Játékvezető: Howard Webb |

| 2008. február 25. |

| Manchester City | 0 – 2               | Everton                |
| --------------- | ------------------- | ---------------------- |
| Petrov 90′      | (0 – 2) Jegyzőkönyv | 30' Yakubu 37' Lescott |

| City of Manchester Stadium, Manchester Nézőszám: 41 728 Játékvezető: Rob Styles |

| 2008. március 1. |

| Manchester City | 0 – 0               | Wigan Athletic |
| --------------- | ------------------- | -------------- |
|                 | (0 – 0) Jegyzőkönyv |                |

| City of Manchester Stadium, Manchester Nézőszám: 38 261 Játékvezető: Steve Bennett |

| 2008. március 8. |

| Reading             | 2 – 0               | Manchester City |
| ------------------- | ------------------- | --------------- |
| Long 62' Kitson 87' | (0 – 0) Jegyzőkönyv |                 |

| Madejski Stadium, Reading Nézőszám: 24 062 Játékvezető: Uriah Rennie |

| 2008. március 16. |

| Manchester City        | 2 – 1               | Tottenham Hotspur |
| ---------------------- | ------------------- | ----------------- |
| Ireland 59' Onuoha 71' | (0 – 1) Jegyzőkönyv | 32' Keane         |

| City of Manchester Stadium, Manchester Nézőszám: 40 108 Játékvezető: Mark Clattenburg |

| 2008. március 22. |

| Bolton Wanderers | 0 – 0               | Manchester City |
| ---------------- | ------------------- | --------------- |
|                  | (0 – 0) Jegyzőkönyv |                 |

| Reebok Stadium, Bolton Nézőszám: 22 633 Játékvezető: Andre Marriner |

| 2008. március 29. |

| Birmingham City                                       | 3 – 1               | Manchester City      |
| ----------------------------------------------------- | ------------------- | -------------------- |
| Zarate 40' 54' McSheffrey 77' (11-esből) Queudrue 57′ | (1 – 0) Jegyzőkönyv | 59' (11-esből) Elano |

| St Andrews, Birmingham Nézőszám: 22 962 Játékvezető: Rob Styles |

| 2008. április 5. |

| Manchester City | 0 – 2               | Chelsea            |
| --------------- | ------------------- | ------------------ |
|                 | (0 – 1) Jegyzőkönyv | 5' Dunne 53' Kalou |

| City of Manchester Stadium, Manchester Nézőszám: 42 594 Játékvezető: Chris Foy |

| 2008. április 12. |

| Sunderland    | 1 – 2               | Manchester City                  |
| ------------- | ------------------- | -------------------------------- |
| Whitehead 82' | (0 – 0) Jegyzőkönyv | 79' (11-esből) Elano 87' Vassell |

| Stadium of Light, Sunderland Nézőszám: 46 797 Játékvezető: Michael Riley |

| 2008. április 20. |

| Manchester City                    | 3 – 1               | Portsmouth                |
| ---------------------------------- | ------------------- | ------------------------- |
| Vassell 11' Petrov 13' Benjani 74' | (2 – 1) Jegyzőkönyv | 24' Utaka 40′ Hreiðarsson |

| City of Manchester Stadium, Manchester Nézőszám: 40 205 Játékvezető: Andre Marriner |

| 2008. április 26. |

| Manchester City         | 2 – 3               | Fulham                    |
| ----------------------- | ------------------- | ------------------------- |
| Ireland 10' Benjani 21' | (2 – 0) Jegyzőkönyv | 69' 90' Kamara 78' Murphy |

| City of Manchester Stadium, Manchester Nézőszám: 43 634 Játékvezető: Mike Dean |

| 2008. május 4. |

| Liverpool  | 1 – 0               | Manchester City |
| ---------- | ------------------- | --------------- |
| Torres 58' | (0 – 0) Jegyzőkönyv |                 |

| Anfield, Liverpool Nézőszám: 43 074 Játékvezető: Mark Halsey |

| 2008. május 11. |

| Middlesbrough                                                                                   | 8 – 1               | Manchester City     |
| ----------------------------------------------------------------------------------------------- | ------------------- | ------------------- |
| Downing 16' (11-esből) 58' Alves 37' 90' Fernandes 60' Johnson 70' Rochemback 80' Aliadière 85' | (2 – 0) Jegyzőkönyv | 15′ Dunne 88' Elano |

| Riverside Stadion, Middlesbrough Nézőszám: 27 613 Játékvezető: Phil Dowd |

### Tabella
| #   | Csapat                | M  | GY | D  | V  | G+ – G– | GK  | P  | Megjegyzések                    |
| --- | --------------------- | -- | -- | -- | -- | ------- | --- | -- | ------------------------------- |
| 1.  | Manchester United (B) | 38 | 27 | 6  | 5  | 80–22   | +58 | 87 | Bajnokok Ligája csoportkör      |
| 2.  | Chelsea               | 38 | 25 | 10 | 3  | 65–26   | +39 | 85 | Bajnokok Ligája csoportkör      |
| 3.  | Arsenal               | 38 | 24 | 11 | 3  | 74–31   | +43 | 83 | Bajnokok Ligája 3. selejtezőkör |
| 4.  | Liverpool             | 38 | 21 | 13 | 4  | 67–28   | +39 | 76 | Bajnokok Ligája 3. selejtezőkör |
| 5.  | Everton               | 38 | 19 | 8  | 11 | 55–33   | +22 | 65 | UEFA-kupa első forduló          |
| 6.  | Aston Villa           | 38 | 16 | 12 | 10 | 71–51   | +20 | 60 | Intertotó-kupa 3. forduló       |
| 7.  | Blackburn Rovers      | 38 | 15 | 13 | 10 | 50–48   | +2  | 58 |                                 |
| 8.  | Portsmouth (KGY)      | 38 | 16 | 9  | 13 | 48–40   | +8  | 57 | UEFA-kupa első forduló          |
| 9.  | Manchester City 1     | 38 | 15 | 10 | 13 | 45–53   | −8  | 55 | UEFA-kupa selejtező             |
| 10. | West Ham United       | 38 | 13 | 10 | 15 | 42–50   | −8  | 49 |                                 |
| 11. | Tottenham Hotspur 2   | 38 | 11 | 13 | 14 | 66–61   | +5  | 46 | UEFA-kupa első forduló          |
| 12. | Newcastle United      | 38 | 11 | 10 | 17 | 45–65   | −20 | 43 |                                 |
| 13. | Middlesbrough         | 38 | 10 | 12 | 16 | 43–53   | −10 | 42 |                                 |
| 14. | Wigan Athletic        | 38 | 10 | 10 | 18 | 34–51   | −17 | 40 |                                 |
| 15. | Sunderland            | 38 | 11 | 6  | 21 | 36–59   | −23 | 39 |                                 |
| 16. | Bolton Wanderers      | 38 | 9  | 10 | 19 | 36–54   | −18 | 37 |                                 |
| 17. | Fulham                | 38 | 8  | 12 | 18 | 38–60   | −22 | 36 |                                 |
| 18. | Reading (K)           | 38 | 10 | 6  | 22 | 41–66   | −25 | 36 | kiesők                          |
| 19. | Birmingham City (K)   | 38 | 8  | 11 | 19 | 46–62   | −16 | 35 | kiesők                          |
| 20. | Derby County (K)      | 38 | 1  | 8  | 29 | 20–89   | −69 | 11 | kiesők                          |

Utolsó frissítés: 2008. május 11. 
Forrás: enwiki 
A rangsorolás alapszabályai: 1. összpontszám, 2. egymás elleni eredmények összpontszáma, 3. gólkülönbség, 4. szerzett gólok száma.
1 A Manchester City a fair play listáról indulhat az UEFA-kupában.
2 Ligakupa-győztes.
(B): Bajnokcsapat, (K): Kieső csapat, (F): Feljutó csapat, (I): Kupainduló, (R): A rájátszás győztese, (KGY): Kupagyőztes

## FA-kupa
| 2008. január 5. Harmadik kör |

| West Ham United | 0 – 0               | Manchester City |
| --------------- | ------------------- | --------------- |
|                 | (0 – 0) Jegyzőkönyv |                 |

| Boleyn Ground, London Nézőszám: 33,806 Játékvezető: Rob Styles |

| 2008. január 16. Harmadik kör, újrajátszás |

| Manchester City | 1 – 0               | West Ham United |
| --------------- | ------------------- | --------------- |
| Elano 73'       | (0 – 0) Jegyzőkönyv |                 |

| City of Manchester Stadium, Manchester Nézőszám: 27 809 Játékvezető: Mark Clattenburg |

| 2008. január 27. Negyedik kör |

| Sheffield United      | 2 – 1               | Manchester City |
| --------------------- | ------------------- | --------------- |
| Shelton 11' Stead 24' | (2 – 0) Jegyzőkönyv | 48' Sturridge   |

| Bramall Lane, Sheffield Nézőszám: 20 800 Játékvezető: Alan Wiley |

## Ligakupa
| 2007. augusztus 29. Második kör |

| Bristol City | 1 – 2               | Manchester City        |
| ------------ | ------------------- | ---------------------- |
| Orr 69'      | (0 – 1) Jegyzőkönyv | 17' Mpenza 81' Bianchi |

| Ashton Gate, Bristol Nézőszám: 14 541 Játékvezető: Richard Beeby |

| 2007. szeptember 25. Harmadik kör |

| Manchester City | 1 – 0               | Norwich City |
| --------------- | ------------------- | ------------ |
| 89' Szamarász   | (0 – 0) Jegyzőkönyv |              |

| City of Manchester Stadium, Manchester Nézőszám: 20 938 Játékvezető: Andre Marriner |

| 2007. október 31. Negyedik kör |

| Bolton Wanderers | 0 – 0               | Manchester City      |
| ---------------- | ------------------- | -------------------- |
|                  | (0 – 0) Jegyzőkönyv | 85' (11-esből) Elano |

| Reebok Stadium, Bolton Nézőszám: 15 501 Játékvezető: Howard Webb |

| 2007. december 18. Ötödik kör |

| Manchester City | 0 – 2               | Tottenham Hotspur                  |
| --------------- | ------------------- | ---------------------------------- |
|                 | (0 – 1) Jegyzőkönyv | 5' Defoe 83' Malbranque 19′ Zokora |

| City of Manchester Stadium, Manchester Nézőszám: 38 564 Játékvezető: Steve Bennett |

## Góllövőlista
| Játékos           | Gól |
| ----------------- | --- |
| Elano             | 10  |
| Darius Vassell    | 6   |
| Rolando Bianchi   | 5   |
| Martin Petrov     | 5   |
| Stephen Ireland   | 4   |
| Geovanni          | 3   |
| Émile Mpenza      | 3   |
| Benjani Mwaruwari | 3   |
| Gelson Fernandes  | 2   |
| Michael Johnson   | 2   |
| Daniel Sturridge  | 2   |
| Kelvin Etuhu      | 1   |
| Nedum Onuoha      | 1   |
| Jórgosz Szamarász | 1   |

| Játékos           | Gól |
| ----------------- | --- |
| Elano             | 8   |
| Darius Vassell    | 6   |
| Martin Petrov     | 5   |
| Rolando Bianchi   | 4   |
| Stephen Ireland   | 4   |
| Geovanni          | 3   |
| Benjani Mwaruwari | 3   |
| Gelson Fernandes  | 2   |
| Michael Johnson   | 2   |
| Émile Mpenza      | 2   |
| Kelvin Etuhu      | 1   |
| Nedum Onuoha      | 1   |
| Daniel Sturridge  | 1   |

| Scorer            | Goals |
| ----------------- | ----- |
| Elano             | 1     |
| Rolando Bianchi   | 1     |
| Émile Mpenza      | 1     |
| Jórgosz Szamarász | 1     |

| Játékos          | Gól |
| ---------------- | --- |
| Elano            | 1   |
| Daniel Sturridge | 1   |